# چراغ راهنمایی

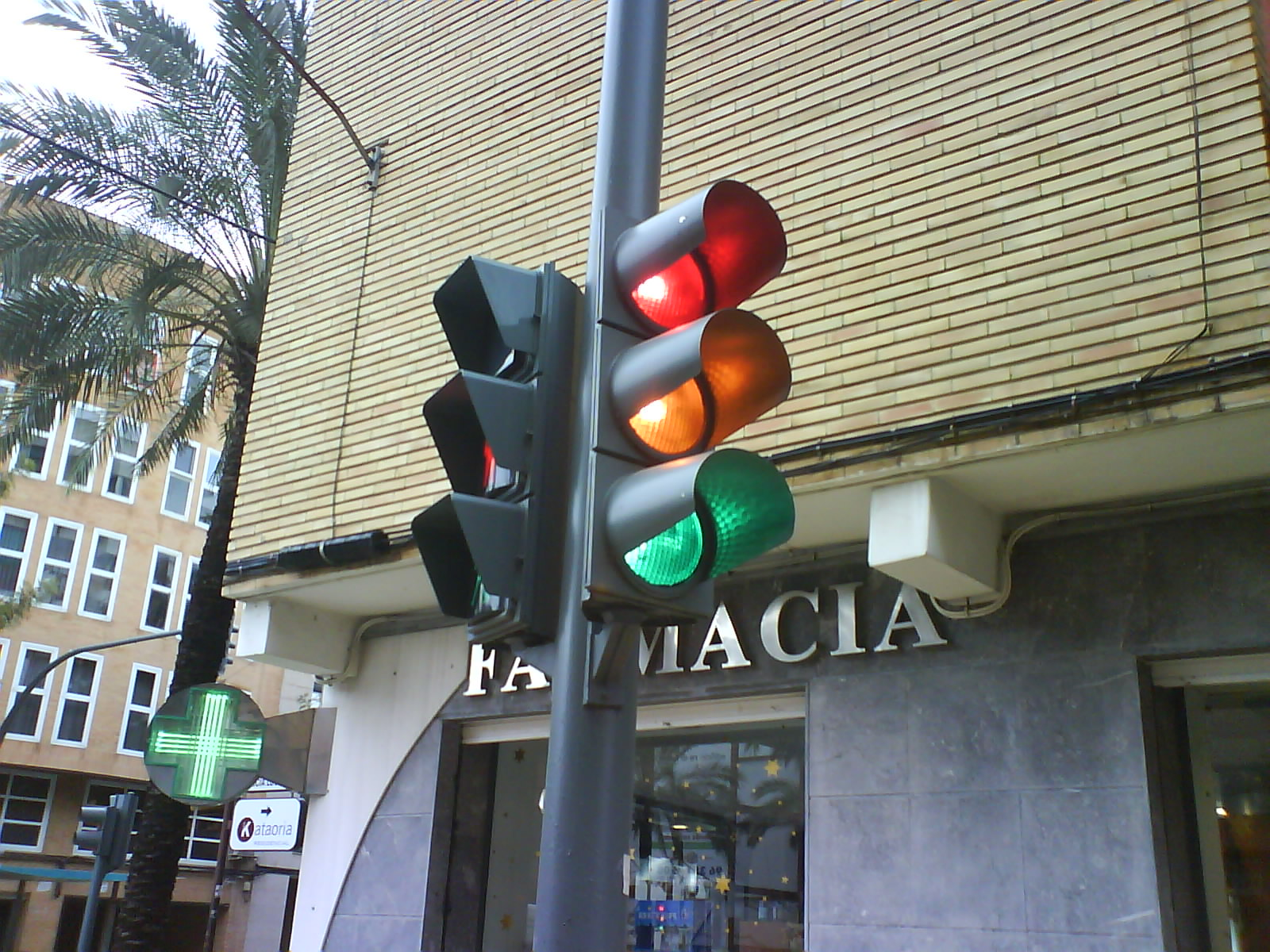
سه حالت یک چراغ ترافیک.

نمایی از یک چراغ راهنمایی

نماد 131 der StVO – سیستم چراغ ترافیک (آلمان)

چراغ راهنمایی یا چراغ راهنما یک وسیله یا نماد راهنمایی و رانندگی است. این چراغ در تقاطع جاده‌ها، پیاده‌روها، ورودی و خروجی معابر و برخی اماکن دیگر نصب می‌شود و جریان آمد و شد را هدایت می‌کند. این وسیله حق عبور را به کمک سه رنگ نوری استاندارد (قرمز، زرد، سبز) مشخص می‌سازد.
- روشن بودن رنگ سبز به معنی اجازه عبور در مسیر مشخص شده‌است.
- روشن بودن رنگ زرد به معنی احتیاط
- روشن بودن چراغ قرمز به معنی توقف است.

عموماً نور قرمز شامل فام نارنجی رنگ و نور سبز شامل فام آبی رنگ است تا مبتلایان به کوررنگی قرمز-سبز را به گمراهی نیاندازد.

## تاریخچهٔ چراغ راهنمایی
چراغ‌های راهنمایی، در سال ۱۸۶۸ پیش از اختراع اتومبیل و در زمانی که ترافیک شامل چهارپایان، واگن‌ها، کالسکه‌ها و عابران پیاده می‌شد، طراحی و در لندن نصب شد.
این چراغ از دو فانوس گازی قرمز به معنای توقف و سبز به معنای احتیاط و توسط مهندس راه‌آهن، به نام "J P Knight " ساخته شده بود.
البته یک سال بعد در ژانویه ۱۸۶۹ این چراغ راهنمایی گازی منفجر شد و مأمور پلیسی را که مشغول روشن کردن آن بود، به شدت مجروح کرد.
اما اولین چراغ راهنمایی نسل جدید که به چراغ‌های راهنمایی امروزی شبیه تر است، بعد از اختراع اتومبیل و در شهر دیترویت و به همت یک مأمور پلیس راهنمایی و رانندگی ساخته شد.
او این چراغ را با الهام از چراغ کنترل خط ریل راه‌آهن که از گذشته به چراغ‌های برقی خودکار مجهز شده بودند، طراحی کرد، این چراغ با سه فانوس، قرمز، نارنجی و سبز از چراغ‌های کنترل خطوط ریلی ساخته شد و در یک تقاطع در دیترویت نصب شد.
با آزمایش موفقیت‌آمیز این چراغ، ظرف کمتر از یکسال ۱۵ تقاطع در این شهر به چراغ راهنمایی مجهز شدند. از آن تاریخ به بعد پیشرفت‌های بسیاری در حوزه طراحی و ساخت و مدیریت چراغ‌های راهنمایی به دست آمده‌است و امروزه چراغ راهنمایی به عنوان ابزار اصلی کنترل و مدیریت تقاطع‌های مهم هستند.

## چراغ راهنمایی در ایران

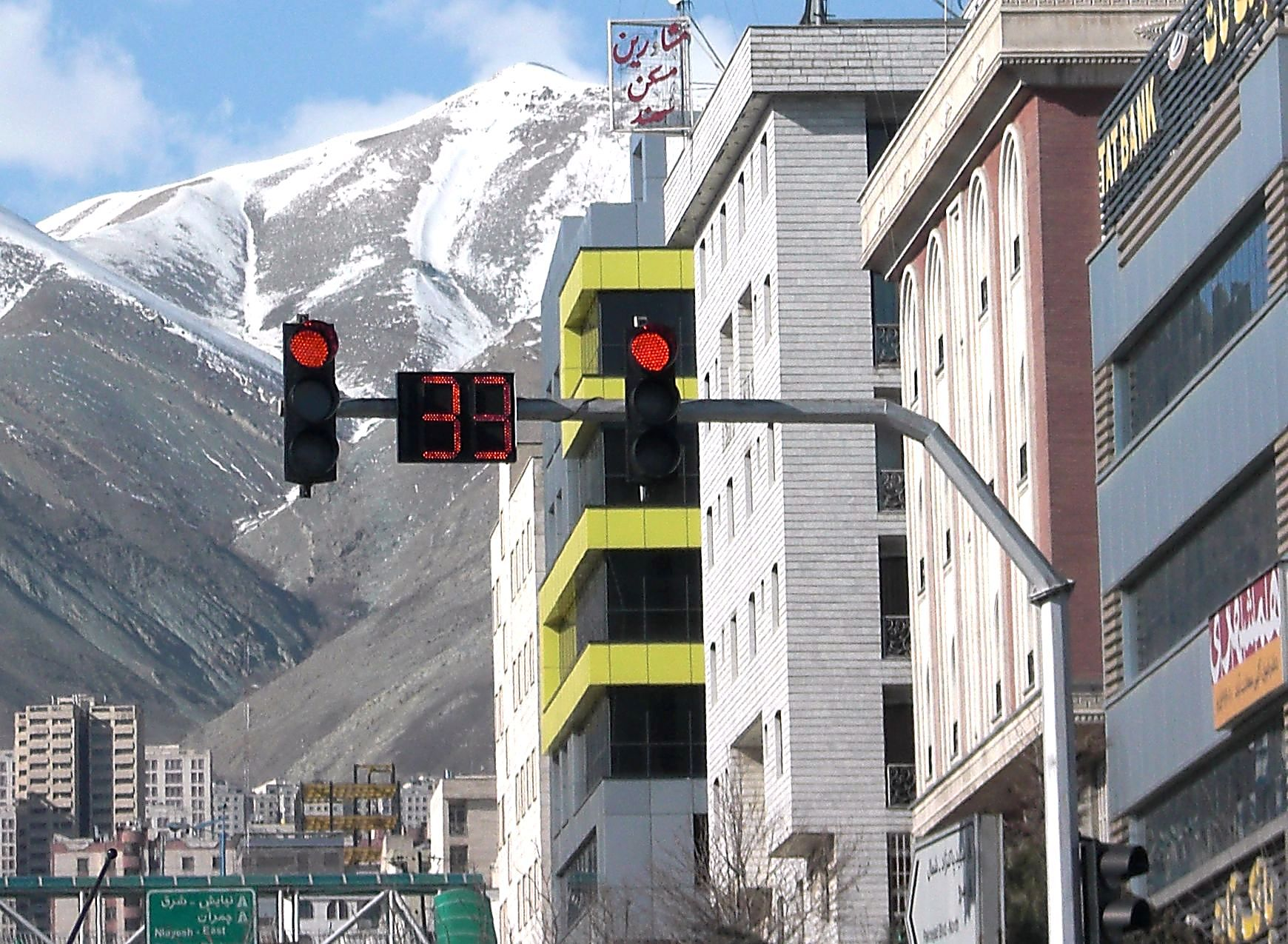
چراغ راهنمایی در یکی از چهارراه‌های تهران همراه با نمایشگر زمان.

در ایران هم نخستین چراغ‌های راهنمایی و رانندگی در سال‌های دهه ۳۰ در تقاطع‌های سپه ولی عصر، پل امیر بهادر، باغ ملی، دروازه شمیران، گمرک و امیریه نصب شد ولی قبل از نصب این چراغ‌ها، چراغ‌های راهنمایی به صورت کوله پشتی بودند که دارای دو چراغ قرمز، سبز و کلیدی در جهت خاموش و روشن کردن آن‌ها بود، کوله پشتی در پشت مأمور قرار می‌گرفت و کلید آن روی سینه سمت چپ قرار داشت.
بالاخره در سال‌های ۳۹ و ۴۰ تقاطع‌های شهر تهران به مرور به نسل جدید چراغهای راهنمایی مجهز شدند.
نسل اول چراغ‌های راهنمایی و رانندگی که در شهر تهران راه‌اندازی شدند مجهز به فانوس‌های لامپی کوچک بودند که از دید کافی به خصوص در ساعات میانی روز و در نور شدید آفتاب برخوردار نبود ضمن آنکه به دلیل عدم طراحی مناسب سیستم برق رسانی و استفاده از روش کابل کشی هوایی برای تأمین انرژی، درصد بروز اختلال در سیستم برق آن‌ها بسیار بالا بوده و خاموشی مکرر چراغ‌های راهنمایی در تقاطعات اجتناب ناپذیر بود.
کنترل این نسل از چراغ‌های راهنمایی به صورت غیر خودکار و توسط مأموران پلیس راهنمایی و رانندگی صورت می‌گرفت و تنها معیار تصمیم‌گیری آن‌ها برای تغییر وضعیت چراغ، مشاهداتشان از وضع ترافیک در تقاطع مربوط بود. میزان زمان سبز و قرمز نیز بسته به نظر همین مأموران پلیس تعیین می‌شد.
تحول دیگر در طول این دوران، راه‌اندازی چراغ‌های راهنمایی و رانندگی زمان ثابت بود که در آن‌ها مدت زمان فاز سبز و قرمز برای هریک از مسیرهای منتهی به تقاطع از قبل تعیین می‌شد و این زمان‌بندی فارغ از تغییرات حجم ترافیک در ساعات مختلف شبانه روز به صورت یکسان اعمال می‌شد.
در سال ۱۳۷۱ با توجه به لزوم گسترش، بهینه‌سازی و ایجاد دگرگونی در تجهیز تقاطع‌ها به چراغ‌های راهنمایی مبتنی بر نگرش فنی و مهندسی و مطابق با استانداردهای روز دنیا و بهره‌گیری از تکنولوژی‌های نوین و سازماندهی نظام مند زمینه نصب و راه‌اندازی و بهره‌برداری از چراغ‌های راهنمایی، مسئولیت طراحی، نصب و راه‌اندازی چراغ‌های راهنمایی و رانندگی سطح شهر تهران به عهدهٔ شهرداری تهران گذاشته شد.
تولیدکننده عمده این محصول شرکت پیام نور خودرو در ایران می‌باشد.

## چراغ‌های راهنمایی و مشکل گردش به چپ

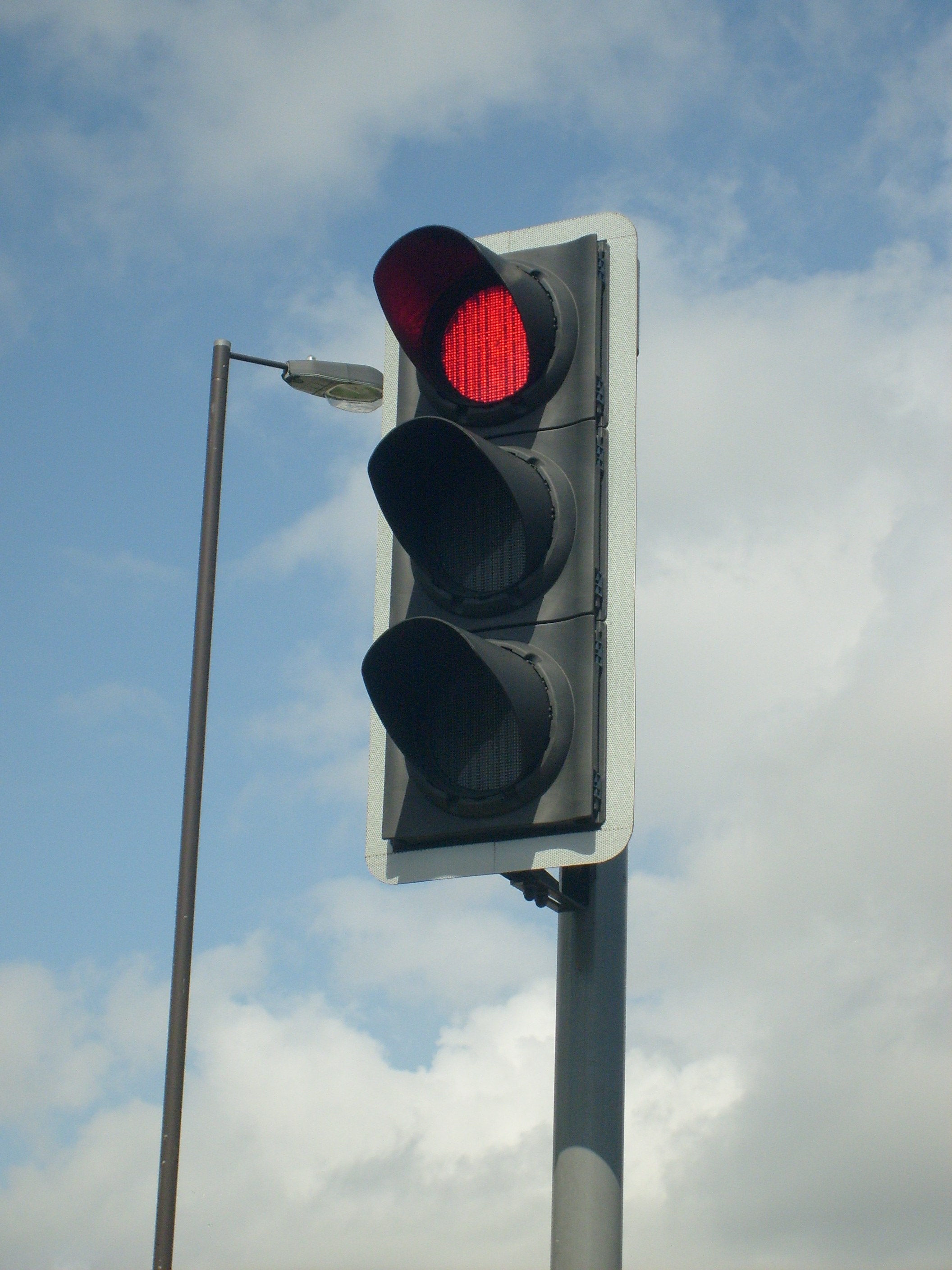
یک چراغ راهنمایی ال‌ای‌دی در پورتسموث، انگلستان.

یکی از مواردی که در چهار راه‌های معمولی کشور می‌توان از آن نام برد مشکل همزمانی چراغ سبز عابر و ماشین‌هایی است که در چهار راه قصد گردش به چپ دارند و با وجود اینکه عابر به عنوان عنصر ترافیکی لحاظ شده و اخیراً برای تجاوز به خط عابر جریمه هم در نظر گرفته شده، با این حال به این ترتیب عملاً در ترافیک چهار راه در مواجهه رویارو با هجوم وسایل نقلیه که در رقابت برای عبور از چهار راه هستند قرار می‌گیرد. این مشکل نه تنها برای عابر پیاده بلکه برای وسایل نقلیه‌ای که در خیابان مقابل اند و قصد حرکت مستقیم را دارند در مواجهه با ماشین‌هایی که قصد گردش به چپ را دارند وجود دارد، راه حل زیر ساده، از نظر کیفی مطلوب و هم از نظر کمی مقرون به صرفه است و هم با ایجاد کاهش سطح ترافیکی برای عابر و رانندگان خودروها برخلاف تصور در زمان رفت‌وآمد آن‌ها صرفه جویی می‌شود. آنچه که می‌توان به عنوان یک چهار راه استاندارد در نظر گرفت با توجه به آنچه که از کشورهای قانونمند و پیشرو در اجرای قوانین راهنمایی و رانندگی می‌دانیم به این ترتیب است:
- ۲۰۰–۱۰۰ متر قبل از هر چهار راه مسیرهای گردش به چپ و غیر آن با فلشهای راهنما روی سطح جاده به دو ناحیه با نسبت عرضهای ۱:۲ (با فرض تساوی احتمال عبور در هر سه جهت: راست، مستقیم و چپ) با ایجاد خط ممتد تقسیم می‌شود.
- در انتهای این مسیر پس از تقسیم ماشین‌ها در سر چهار راه ابتدا چراغ راهنمایی گردش به چپ ماشین‌هایی را که گردش به چپ دارند هدایت کرده و در طی این مدت چراغ راهنمایی عابر یا عبور مستقیم به رنگ قرمز است.
- سپس چراغ راهنمایی گردش به چپ قرمز شده و هم‌زمان چراغ راهنمایی عبور مستقیم و عابر پیاده در دو طرف مسیر سبز می‌شود.
- این وضعیت به ترتیب برای گذر از خیابان مجاور در سمت راست انجام می‌شود تا پس از یک دور کامل دور چهار راه به نقطه اول بازگردد.

البته شکل کلی چهار راه باید خیابان‌های حاشیه‌ای گردش به راست را داشته باشد که معمولاً با گوشه‌های مثلثی شکل چهار طرف چهار راه هم در نظر گرفته می‌شوند، در این بین تنها مواردی که باید اضافه شوند استفاده از چراغهای راهنمایی در سر چهار راه که علاوه بر مسیر مستقیم مسیر گردش به چپ را هم به‌طور مجزا نشان می‌دهند و نیز ایجاد خطوط ممتد و پیکانهای راهنما روی سطح خیابان قبل از چهار راه در صورت موجود نبودن است.
برای چهار راه‌هایی که شکل توصیف شده را ندارند و امکان تغییر آن هم موجود نیست، با بازبینی روی عملکرد ترافیک و تصحیح چراغ‌های راهنمایی می‌توان با کنترل درست چراغها از تلاقی هم‌زمان رفت‌وآمد تا حد امکان جلوگیری به عمل آورد و از تنش مواجهه هم‌زمان وسیله نقلیه با عابر پیاده یا وسیله نقلیه کاست.

## نگارخانه

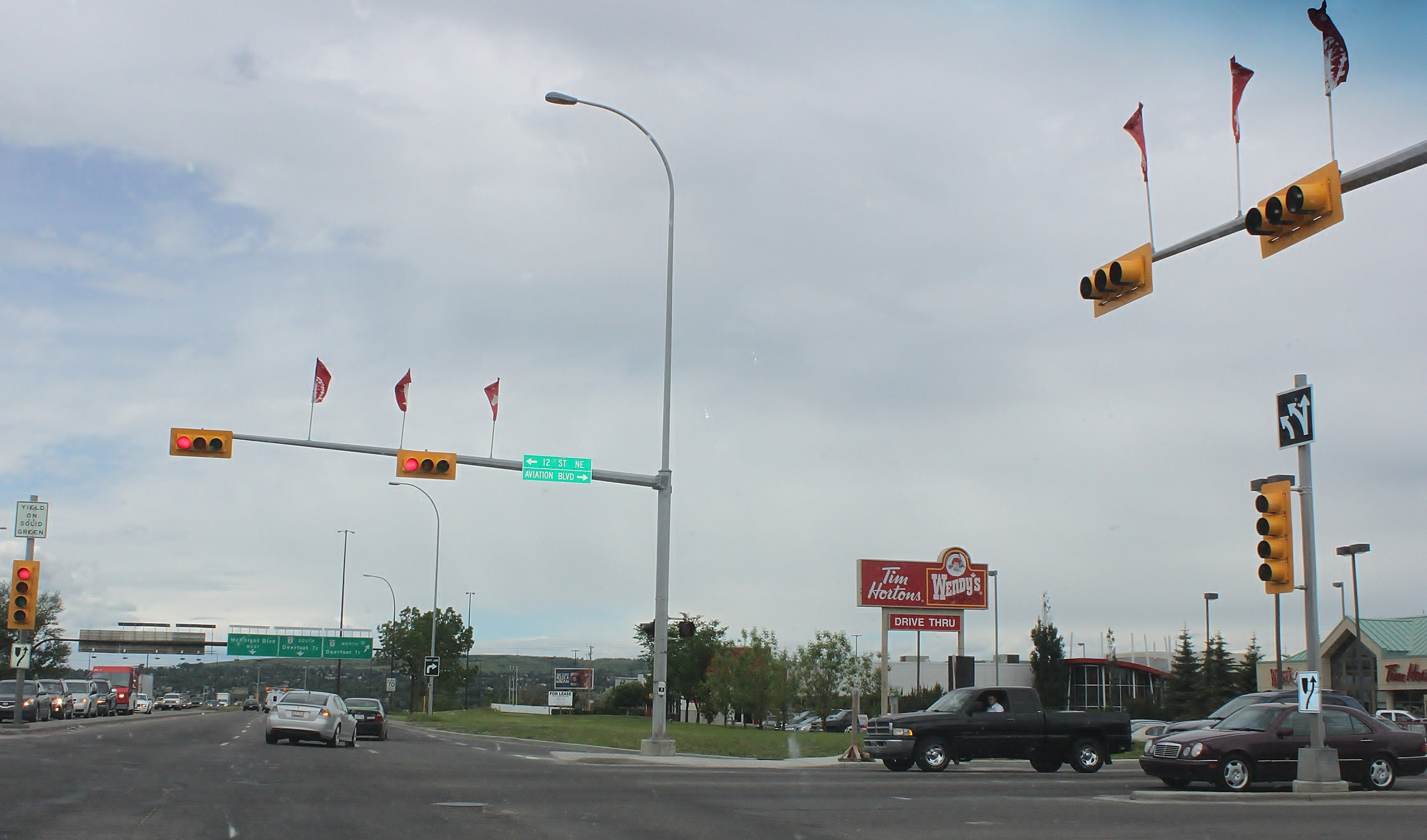
نصب نور معمولی در کالگری، آلبرتا، کانادا.
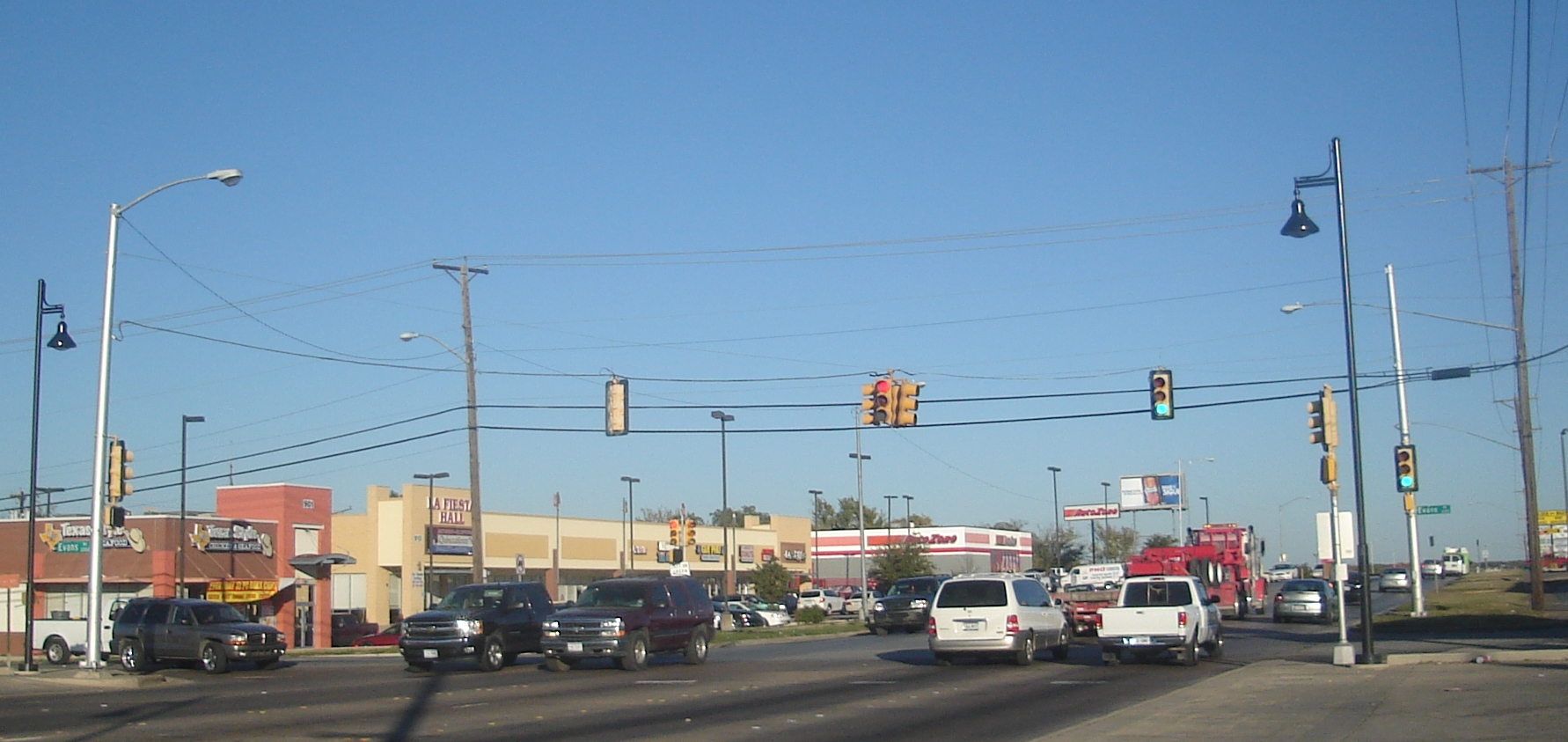
نمونه ای از چراغ راهنمایی سیمی در فورت ورث، ایالات متحده.
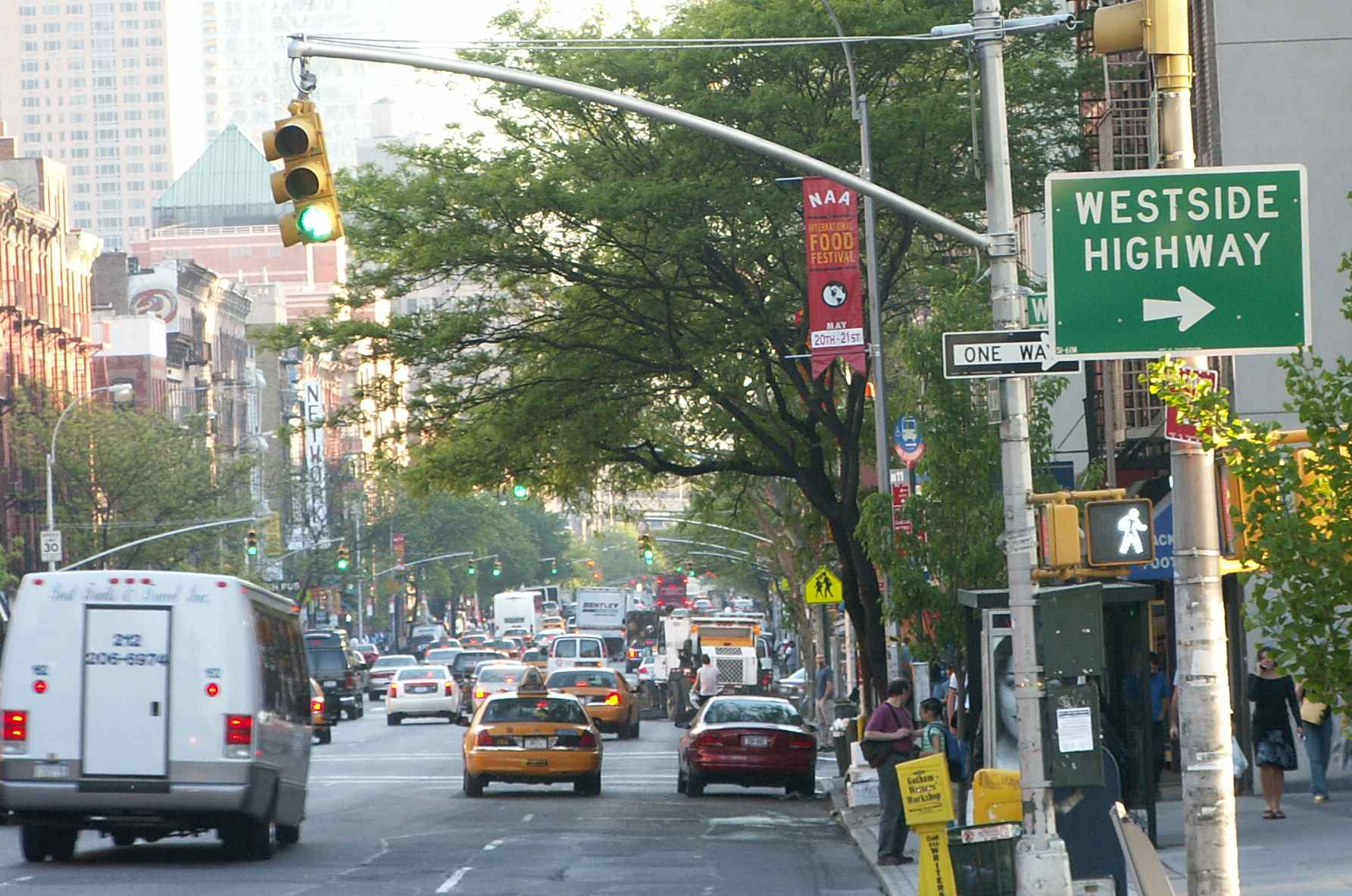
یک چراغ راهنمایی معمولی در خیابان نهم در شهر نیویورک.